# Scinax staufferi
A Scinax staufferi a kétéltűek (Amphibia) osztályának békák (Anura) rendjébe és a levelibéka-félék (Hylidae) családjába tartozó faj.

## Előfordulása
A faj Belizén, Costa Ricán, Salvadorban, Guatemalában, Hondurasban, Mexikóban és Nicaraguában él. Természetes élőhelye a szubtrópusi vagy trópusi száraz erdők, szubtrópusi vagy trópusi nedves hegyvidéki erdők, szubtrópusi vagy trópusi időszakosan nedves vagy elárasztott síkvidéki rétek, édesvizű mocsarak, időszakos édesvizű mocsarak, legelők, kertek, lepusztult erdők, pocsolyák, csatornák és árkok.